# 三重看護衛生短期大学
三重看護衛生短期大学（みえかんごえいせいたんきだいがく）および両国学園女子短期大学(りょうごくがくえんじょしたんきだいがく)は、三重県桑名市志知字東山2839番地において1967年以降に設置計画があったが開学しなかった日本の私立短期大学である。

## 概要
- 三重県桑名市に設置される予定のあった日本の私立短期大学で、その計画元は学校法人両国学園[注釈 1]。
- 1966年文部省[注 2]に設置認可に関する申請を行う。学科数2、入学総定員200名を計画していたことが判明している[5]。しかし、不認可となり一旦取り下げる。
- 1967年に両国学園女子短期大学名義で再申請[注 3]。
- 校舎の造成がほぼ完成するも、しかしながらまたしても文部省より設置認可が下りず、開学に至らなかった[注 4]。遊休地となった跡地は、県立高等学校の新設に充当される形で、1971年12月に三重県教育委員会の関係者により買収され、三重県立桑名西高等学校の校舎に転用された[注 5]

## 設置予定地
- 三重県桑名市志知字東山2839番地[注釈 2]。

## 設置予定だった学科
- 看護科[注釈 3]
- 衛生技術科[注釈 3]